# Вилхелм (Савиня)
Вилхелм фон Сан (на немски: Wilhelm von der Sann (Wilhelm IV, Wilhelm II); † 20 март 1036) е граф на Фризах-Целтшах, маркграф на Марка Савиня.

## Биография
Той е син на Вилхелм, граф на Фризах и маркграф в Каринтия, и съпругата му Леопиргис.
За пръв път Вилхелм фон Сан е споменат в документ от 1016 г. Привърженик е на крал Конрад II. Кралят го поставя през 1025 г. на мястото на сваления от него каринтски херцог Адалберо фон Епенщайн, който убива Вилхелм през 1036 г.

## Фамилия
Вилхелм се жени за Хемма от Гурк (995/1000 – вер. 1045) от род Луитполдинги. Те имат двама сина, които умират рано:
- Вилхелм
- Хартвиг